# Нечкінка
Не́чкінка (Нечинка, рос. Нечкинка) — річка в Зав'яловському та Кіясовському районах Удмуртії, Росія, права притока Ками.

## Морфометрична характеристика
Нечкінка утворюється зі злиття лівого струмка Бісарський та правої річки Бабинка. Однак для полегшення опису та вивчення річки береться до уваги довжина від початку річки Бабинки.
Бабинка починається за 2 км на схід від присілка Байкузіно. Довжина річки становить 34 км, середній похил — 3 м/км. Ширина русла в середній течії 5—8 м, у нижній досягає 10—13 м. Глибина на перекатах змінюється в межах 0,3—0,6 м, на плесах — 0,8—1,7 м. Швидкість течії до 0,5—0,6 м/с. Мінімальні місячні витрати 50%-ї забезпеченості літнього періоду становить 0,62 м³/с. Природні ландшафти басейну сильно перетворені господарською діяльністю.

## Притоки
- Праві — Коньки (Базуєвка; має праві притоки Прохорошмес, Ошмес, Горюха (має праву притоку струмок Гарядський), Чихижа), струмок Бігуновський (має праву притоку струмок Новинський, який має свою праву притоку струмок Ільїнський), Версеніха, Заварзіха, Юріха, Лапіха (має праву притоку Горбуніха, яка має свою ліву притоку Середня Річка).
- Ліві — Тугонюк (Бісарка; має праву притоку струмок Жеребьоновський), струмок Бісарський, Якшур (має праву притоку Великий Акан, яка має свою праву притоку Малий Акан), Бісмен, Мужа, Бежболда, Розсоха, Ошиха.

## Населені пункти
Над річкою розташовані такі населені пункти:
- Зав'яловський район — село Бабино.
- Сарапульський район — село Лагуново.